# Reactive Black 5
C.I. Reactive Black 5 ist ein Bisazofarbstoff aus der anwendungstechnischen Gruppe der Reaktivfarbstoffe, der zum Färben von Baumwolle und Wolle verwendet wird.

## Herstellung
Die Synthese von Reactive Black 5 (5) erfolgt durch Diazotierung von Parabaseester (1) mit Natriumnitrit zur Diazokomponente 2 und Kupplung mit H-Säure (3). Zunächst werden die beiden Komponenten bei tiefem pH-Wert (saure Kupplung) zu dem roten Monoazofarbstoff (4) umgesetzt. Anschließend erfolgt bei höherem pH-Wert die Kupplung der Diazokomponente benachbart zur Hydroxygruppe der H-Säure (alkalische Kupplung):
Abhängig von den Reaktionsbedingungen (Stöchiometrie, Konzentration) enthält das Endprodukt Anteile an den beiden isomeren roten Monoazofarbstoffen, bei denen sich die Azogruppe  benachbart zur Aminogruppe (4) oder zur Hydroxygruppe der H-Säure befindet.

## Verwendung
Reactive Black 5 gehört zu den ersten Vinylsulfonfarbstoffen, die 1952 durch die Farbwerke Hoechst zum Patent angemeldet und der ab 1957 unter der Handelsbezeichnung Remazol Schwarz B vermarktet wurde. Er war der erste Reaktivfarbstoff mit zwei Reaktivgruppen im Molekül. Da die beiden Reaktivgruppen identisch sind, spricht man von einem homo-bifunktionellen Reaktivfarbstoff.
Mit Reactive Black 5 lässt sich auf Baumwolle und Wolle ein marineblauer bis schwarzer Farbton erzielen. Durch Kombination mit Rot- oder Orange-Farbstoffen erhält man tiefschwarze Färbungen. Reactive Black 5 ist der mengenmäßig größte und weltweit am häufigsten verwendete Reaktivfarbstoff.